# Laodike (Geliebte des Poseidon)
Laodike (altgriechisch Λαοδίκη Laodíkē) ist in der antiken Mythologie eine Geliebte des Poseidon bzw. des römischen Neptunus.
Sie erscheint nur an einer Stelle in den Heroides des Ovid (19 Hero an Leander 135) in einer Aufzählung der verflossenen Geliebten des Meeresgottes als die „goldhaarige Laodice“.